# Leucoma subargentea
Leucoma subargentea är en fjärilsart som beskrevs av Felder 1861. Leucoma subargentea ingår i släktet Leucoma och familjen tofsspinnare. Inga underarter finns listade i Catalogue of Life.